# Халзхуугийн Наранхуу
Халзхуугийн Наранхуу (монг. Халзхүүгийн Наранхүү; род. 15 октября 1955, Улан-Батор, МНР) — монгольский государственный деятель, член Великого государственного хурала и председатель Делового совета по сотрудничеству Монголии с Россией.

## Биография
Родился 15 октября 1955 года в Улан-Баторе. В 1973 году окончил городскую десятилетнюю школу № 2, в 1978 году — Киевский государственный университет по специальности «международная экономика».
В 1978-1979 годах работал специалистом в Министерстве иностранных дел Монголии, затем в 1979-1989 годах — секретарём-референтом при Совете министров. В 1989-1994 годах работал начальником торгово-промышленного управления, в 1994-1998 годах был советником при посольстве Монголии в США, в 1998-2000 годах — генеральным директором компании «СС Монгол». В период 2000-2007 годов занимал должность директора ГОКа «Эрдэнэт». В 2007 году был назначен министром торговли и экономики. В 2008 году как кандидат МНРП от Дундгови стал членом ВГХ. 

## Семья
Женат, имеет детей.